# Myrmarachne mandibularis
Myrmarachne mandibularis là một loài nhện trong họ Salticidae.
Loài này thuộc chi Myrmarachne. Myrmarachne mandibularis được Tord Tamerlan Teodor Thorell miêu tả năm 1890.